# 源氏田重義
源氏田 重義（げんじだ しげよし、1938年1月17日  - 2002年5月14日）は日本の大蔵官僚。大臣官房審議官（関税局担当）、印刷局長、大和銀行副頭取などを歴任。血液型はA型。

## 来歴
広島県広島市出身（父母も広島県）。広島大学附属高等学校、東京大学法学部卒業。1961年4月 大蔵省入省（主税局調査課）。イリノイ大学留学。1967年7月 山口税務署長。その後は国税庁直税部資産税課長補佐、派遣職員（アジア開発銀行）、主計局主計官補佐（司法・警察係主査）、大阪税関総務部長、内閣官房長官秘書官（事務担当）などを務める。1978年12月 大臣官房企画官。1979年4月 大臣官房参事官。同年7月 主税局国際租税課長。1981年7月 防衛庁経理局会計課長。1985年6月 証券局総務課長。1986年6月 海外経済協力基金総務部長。1988年6月15日 大臣官房審議官（関税局担当）。1989年6月23日 印刷局長。1990年6月26日 退官。同年6月 大和銀行常務。1993年6月 同行専務。1995年10月 同行副頭取。1997年6月 同行顧問。

## 略歴
- 1961年4月：大蔵省入省（主税局調査課）。
- 1967年7月：山口税務署長。
- 1968年7月：国税庁直税部資産税課長補佐。
- 1970年8月：派遣職員（アジア開発銀行）。
- 1973年7月：主計局主計官補佐（司法・警察係主査）。
- 1975年7月：大阪税関総務部長。
- 1976年12月：大臣官房付 兼 内閣官房長官秘書官（事務担当）。
- 1978年12月：大臣官房企画官。
- 1979年4月：大臣官房参事官。
- 1979年7月：主税局国際租税課長。
- 1980年6月：主税局税制第三課長。
- 1981年7月：防衛庁経理局会計課長。
- 1984年6月：証券局業務課長。
- 1985年6月：証券局総務課長。
- 1986年6月：海外経済協力基金総務部長。
- 1988年6月15日：大臣官房審議官（関税局担当）。
- 1989年6月23日：印刷局長。
- 1990年6月26日：退官。